# Kenai-tó
A Kenai-tó "S" alakú tó az Amerikai Egyesült Államok Alaszka államában, a Kenai-félszigeten. Hosszúsága 35 km, területe 55,250 km². Tengerszint feletti magassága 130 m. A tó forrása a Snow River, kifolyása a Kenai-folyó.
A tó kedvelt kirándulóhely és horgászúticél. Könnyen megközelíthető a Sterling Highway-en és a Seward Highway-en keresztül.

## Fordítás
Ez a szócikk részben vagy egészben  a   Kenai Lake című angol Wikipédia-szócikk ezen változatának fordításán alapul.  Az eredeti cikk szerkesztőit annak laptörténete sorolja fel. Ez a jelzés csupán a megfogalmazás eredetét és a szerzői jogokat jelzi, nem szolgál a cikkben szereplő információk forrásmegjelöléseként.